# Bert Pribac
Bert Pribac, slovensko-avstralski pesnik in bibliotekar, * 16. januar 1933, Srgaši, Slovenija, † 13. maj 2020, Srgaši. 

## Življenje
Bert Pribac, krstno ime Herbert, se je rodil v kmečki družini očetu Simonu in materi Tereziji, rojeni Dodič. Najprej je obiskoval italijansko ljudsko šolo v Gažonu, stopil leta 1945 v slovensko osnovno šolo v Kopru in tu 1948 napravil malo maturo, nato 1949 še časnikarski tečaj na Bledu. Kot časnikar-pripravnik je bil tri leta zaposlen v Kopru. Slovensko  gimnazijo z maturo je končal v Kopru (1955) in leta 1959 absolviral primerjalno književnost v Ljubljani. Nato je julija poleti odšel v Zahodno Nemčijo, ker se je sprl z oblastjo in s svojo vestjo. Marca 1960 se je preselil v Avstralijo. Tam je opravil maturo iz angleščine, kasneje še strokovno šolo iz knjižničarstva ter magisterij iz medicinskega bibliotekarstva. 
Nekaj časa je delal v Narodni biblioteki v Avstraliji, nato pa je začel delati kot zdravstveni bibliotekar v avstralskem zveznem ministrstvu za zdravje. Tam je vodil njihovo dokumentacijsko in bibliotekarsko službo. Pri Svetovni zdravstveni organizaciji je postal občasni svetovalec za zdravstveno informatiko.
Posmrtno so mu podelili nagrado Alojza Kocjančiča (2020). 

## Delo
Med prostim časom je pisal pesmi v slovenščini in angleščini. Izdal je veliko zbirk poezije, med njimi: Bronasti tolkač (1962), V kljunu golobice (1973) in  Prozorni ljudje (1991). Njegova najpomembnejša pesniška zbirka je Kiss me, Koštabona, ki ima na naslovnici knjige istrsko pokrajino. Knjigo sta likovno uredila Zvest Apollonio in Stanko Ivančič HisTer.
Pesmi je objavljal v revijah in časopisih: Naša misel, Mlada pota, Meddobje, Most, Svobodni razgovori, Primorska srečanja, Dialogi, Srce in oko, Rodna gruda, Istrske teme, Poets lunch, Helix, Rainbow raising, Westerly. 
Veliko njegovih pesmi je izšlo v antoloških (To drevo na tujem raste, Slovenska leposlovna književnost, Naše staze, Antologija slovenskega zdomskega pesništva) in skupnih zbirkah (Lipa šumi med evkalipti, Zbornik avstralskih Slovencev). 
Imel je tudi literarne nastope (v Ljubljani, Kopru, Trstu, Bledu, Canberri, Melbournu, Sydneyju in drugod) in intervjuje (za Primorske novice, Radio Trst, Radio Koper, Radio Slovenija, TV Ljubljana, ...).
Poleg pesnjenja je dela tudi prevajal. Med drugim je prevedel zbirko avstralske sodobne poezije v slovenščino, prav tako je v slovenščino prevedel Četrtinke perzijskega pesnika in misleca Omarja Hajama, v angleščino prevedel skoraj celotna dela Srečka Kosovela, nekaj poezij je prevedel v italijanščino, prevedel pa je tudi libreto operete Radovana Gobca (Planinska roža). 
Napisal je tudi nekaj strokovnih besedil, na primer preko 50 strokovnih razprav in predavanj o bibliotekarski stroki, in več esejev o zdomski književnosti. Med njegove govore in posvetila spadajo predvsem napitnice in poročna posvetila. Aktiven je bil tudi v kanberški kristadelfijski ločini in imel tam večkrat spodbudne nedeljske govore.